# Агарич, Виорика
Виорика Агарич (рум. Viorica Agarici;, 1886—1979) — председатель отделения Красного Креста во время Второй мировой войны в румынском городе Роман. За защиту еврейского населения города израильским Институтом Катастрофы и героизма «Яд ва-Шем» ей присвоено почётное звание праведник народов мира.

## История
Виорика Агарич, урождённая Виорика Мария Екатерина Ана Вэсеску, была дочерью мэра Романа.
Во время войны Агарич работала в госпитале Романа, ухаживая за ранеными на восточном фронте военнослужащими румынской армии. Ночью 2 июля 1941 года она услышала о том, что через Роман пройдёт поезд, транспортировавший евреев — выживших жертв Ясского погрома в Кэлэраши. Пассажирам поезда не давали ни пищи, ни воды, а также блокировали их попытки выйти из поезда. Поезд, сопровождаемый жандармами, неофициально назывался «поезд смерти». Хотя в обычном режиме путь из Ясс в Роман занимает два часа, «поезд смерти» задерживался на станциях и даже иногда отправлялся назад, так что путь занял несколько дней. Часть пассажиров умерла.
Использовав своё служебное положение главы отделения Красного Креста, Агарич добилась доступа к пассажирам и получила разрешение на то, чтобы дать им пищу, воду, предоставить возможность вымыться, и забрать трупы. Из-за этого поезд был задержан в Романе на сутки. Операция была выполнена силами Красного Креста Румынии и еврейских добровольцев из Романа. По одному из сообщений, представитель власти, полковник Эраклиде, выдал Агарич разрешение из уважения к её сыну — герою войны. 4 июля все заключённые были перемещены в другой поезд, где они снова получили пищу и воду. Из 2530 человек, арестованных и посаженных в поезд в Яссах, 1011 прибыли на место назначения в Кэлэраши.
Действия Виорики Агарич вызвали крайнее неодобрение среди румынского населения Романа, она лишилась работы и была вынуждена переехать в Бухарест.
Сын Виорики — Хория Агарич — известный румынский лётчик, командир эскадрильи во время Второй мировой войны.

## Признание и память
Через четыре года после смерти, 3 января 1983 года, израильский Институт Катастрофы и героизма «Яд ва-Шем» признал Виорику Агарич Праведником мира. На железнодорожном вокзале в Романе установлен её бюст и мемориальная доска.